# Dálnice 70 (Izrael)
Dálnice 70, přesněji spíš Silnice 70 (hebrejsky: 70 כביש, Kviš 70) je silniční spojení jen částečně dálničního typu (na většině délky s výjimkou nejsevernějšího úseku vícečetné jízdní pruhy ale většinou jen úrovňové křižovatky) v severním Izraeli, o délce 76 kilometrů.

## Trasa silnice

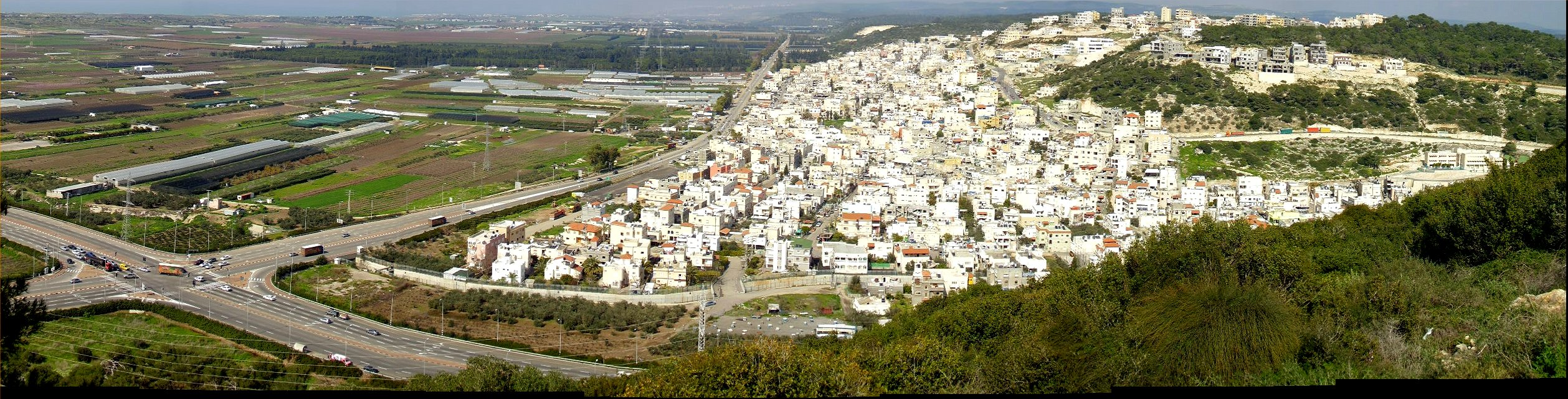
Město Furejdis a křížení dálnic číslo 70 a 4

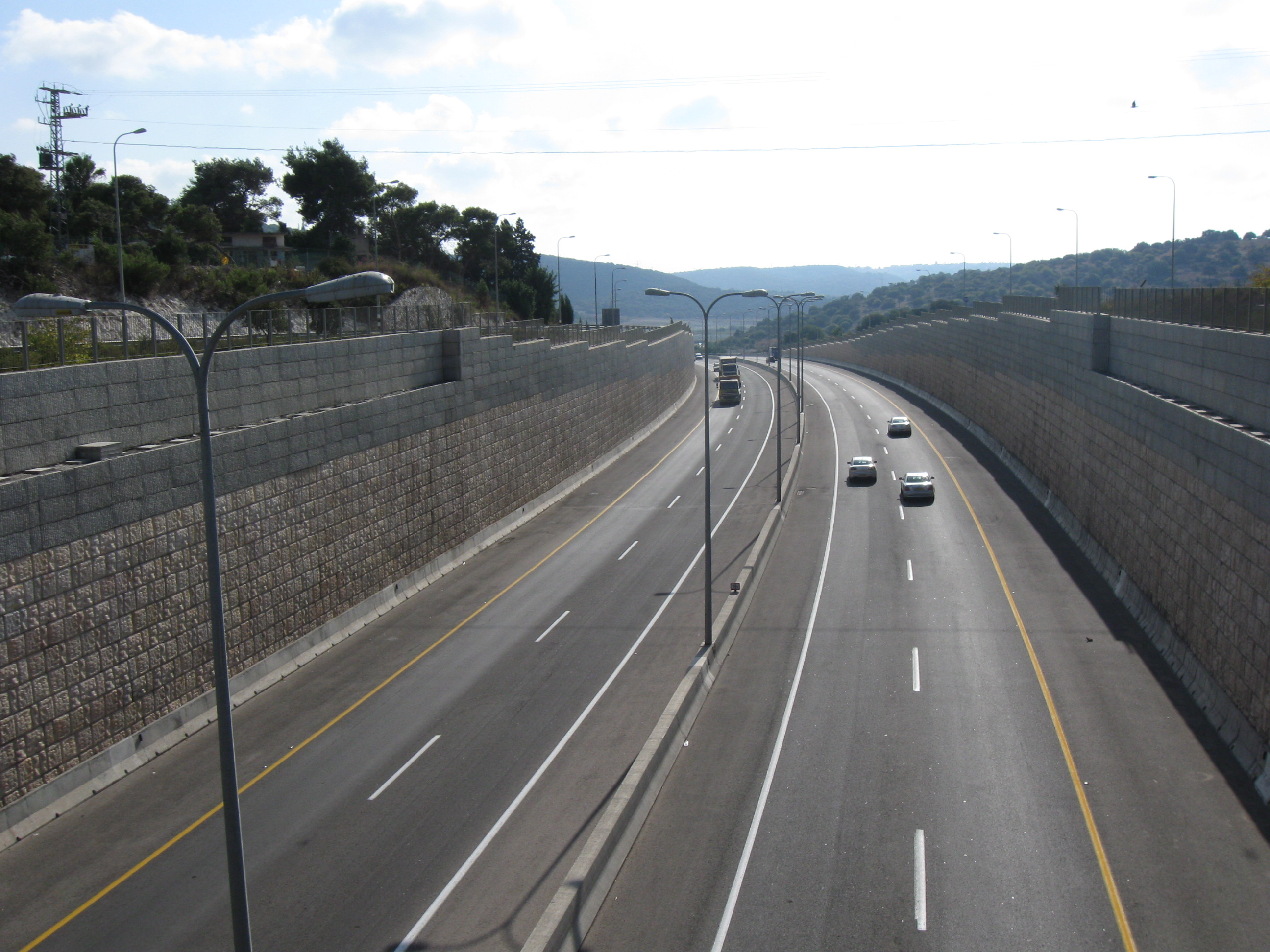
Dálnice číslo 70 poblíž obce Bat Šlomo

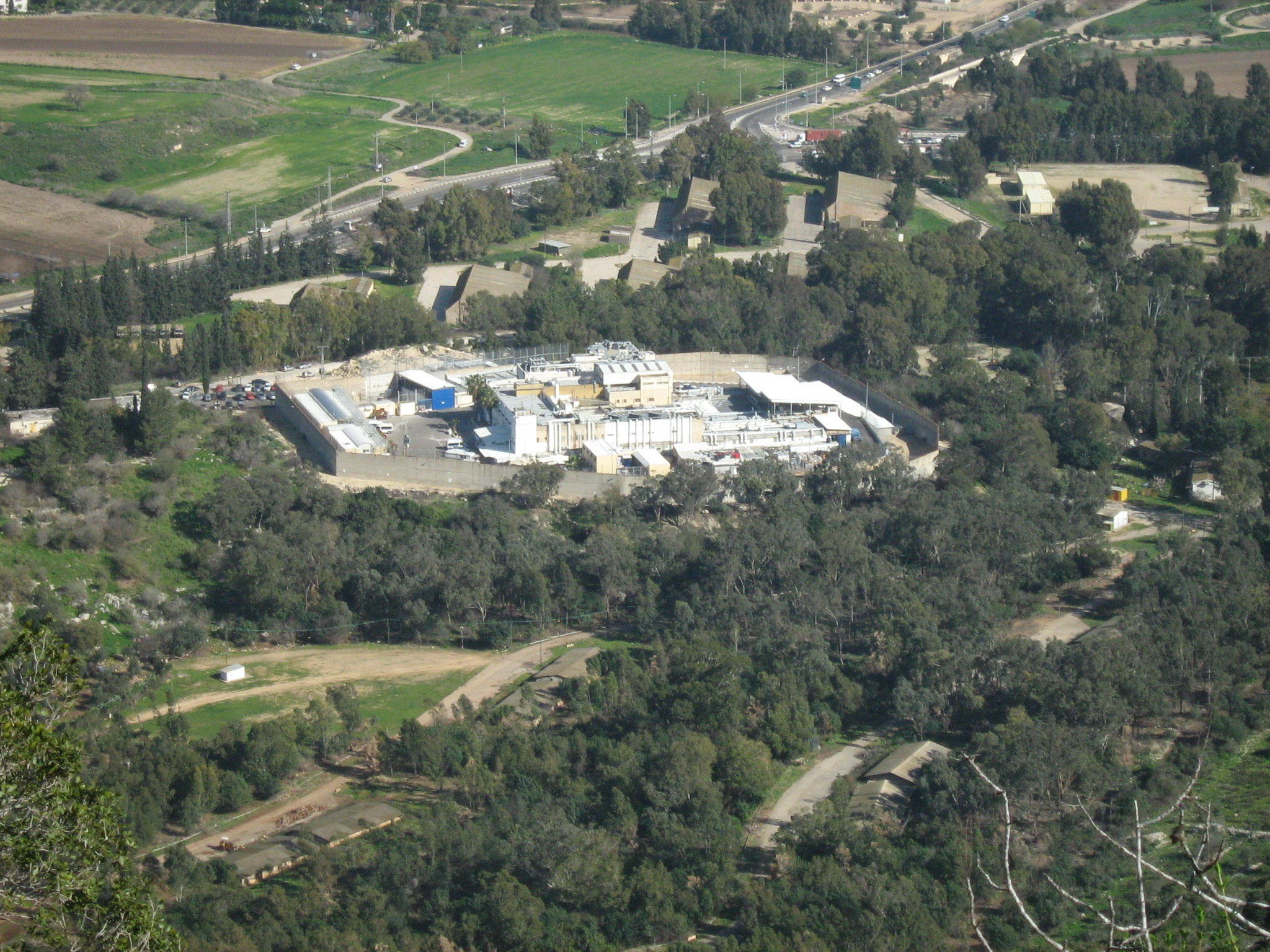
Křížení dálnic číslo 70 a 75 na křižovatce ha-Amakim poblíž Ša'ar ha-Amakim

Začíná poblíž pobřeží Středozemního moře v zemědělsky intenzivně využívané pobřežní nížině, kde nedaleko od města Zichron Ja'akov odbočuje z pobřežní dálnice číslo 2. Vede pak východním (později severovýchodním) do náhorní planiny Ramat Menaše. V tomto úseku bývá také nazývána Derech Vádí Milk (דרך ואדי מילֶ‏ק) podle místního údolí Vádí Milk (hebrejsky Nachal Tut). V tomto regionu se také kříží s nejnovějším úsekem severojižní dálnice číslo 6 (Transizraelská dálnice).
Pak silnice klesá směrem k městu Jokne'am, za nímž ústí do rovinatého Jizre'elského údolí. Stáčí se zároveň k severu a poblíž vesnice Ša'ar ha-Amakim vstupuje soutěskou do Zebulunského údolí v blízkosti města Haifa. Sleduje pak východní okraj tohoto údolí a obsluhuje sídelní pás měst situovaných na pahorcích v předpolí Dolní Galileji, osídlených převážně izraelskými Araby (například Šfar'am nebo I'billin). Dál k severu pak vede na rozmezí pobřežního nížinatého pásu a hornaté krajiny v Horní Galileji. Silnice vede až téměř k libanonským hranicím a končí na okraji města Šlomi.
Koncem 90. let 20. století prošla silnice celkovou rekonstrukcí, při níž získala v úseku od Zichron Ja'akov až po město Tamra podobu komunikace s vícečetnými jízdními pruhy. Došlo k výstavbě některých obchvatů a přeložek. V roce 2008 pak byla rozšířena i v úseku Tamra-křižovatka Javor (poblíž vesnice Jas'ur). Šlo o investici za 116 milionů šekelů, jejíž termín dokončení byl stanoven na září 2009. Zahrnovala rozšíření na vícepruh, změkčení oblouků zatáček a rekonstrukci mostu přes vodní tok Nachal Chilazon.
Významnou změnou také bylo napojení silnice na projekt Transizraelské dálnice, k čemuž došlo v červnu 2009 zprovozněním velké křižovatky ve Vádí Milk. Zesilování tranzitní severojižní dopravy si ale vynucuje další stavební úpravy silnice číslo 70. V plánu je rozšíření komunikace na průchodu okolo města Jokne'am nákladem 114 milionů šekelů, kde se mají přidat jízdní pruhy a přebudovat křižovatky. Plánovaný termín dokončení uváděn na září 2009.